# Nannosalarias nativitatis
Nannosalarias nativitatis är en fiskart som först beskrevs av Regan, 1909.  Nannosalarias nativitatis ingår i släktet Nannosalarias och familjen Blenniidae. Inga underarter finns listade i Catalogue of Life.